# Henning Krautmacher

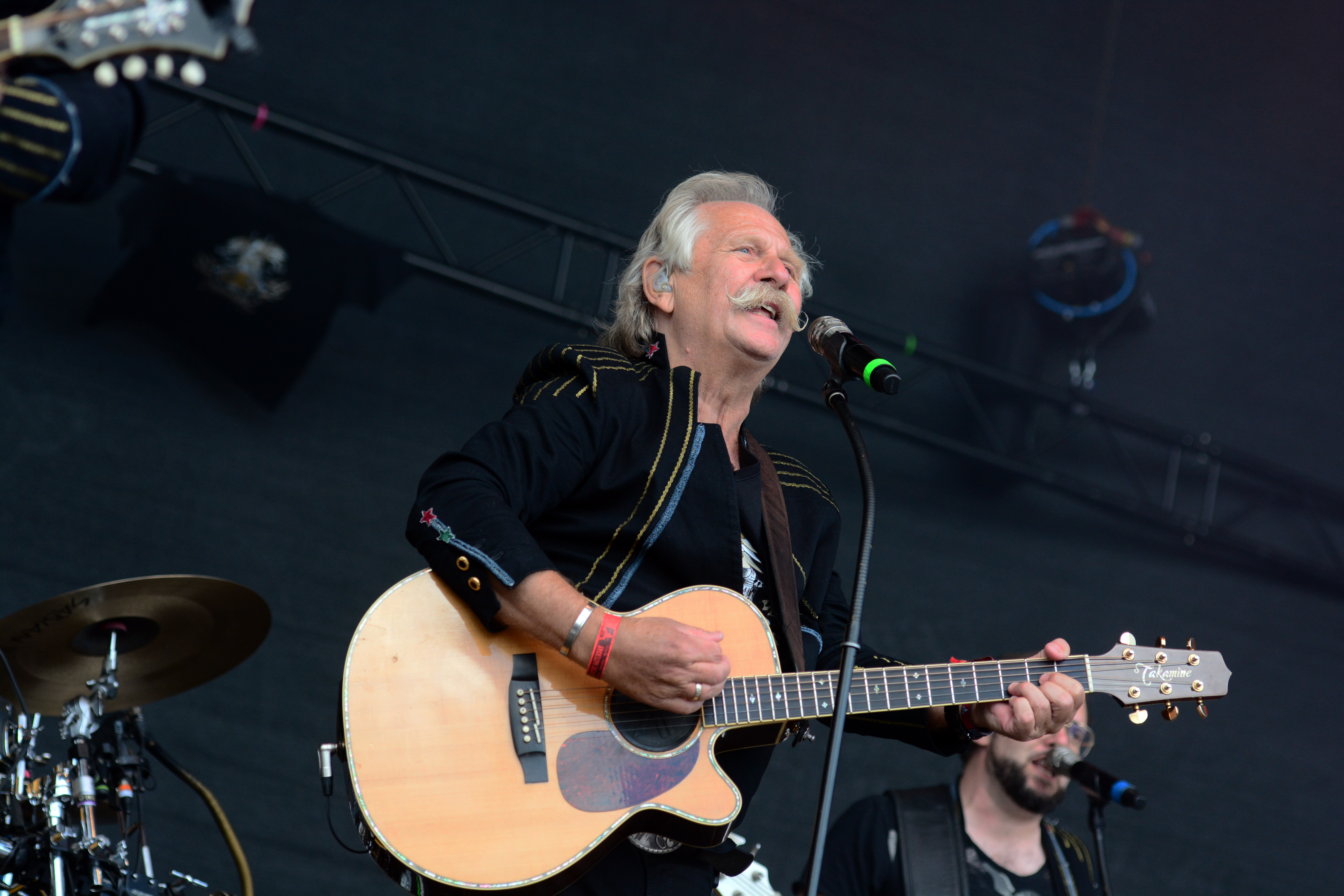
Henning Krautmacher, 2022

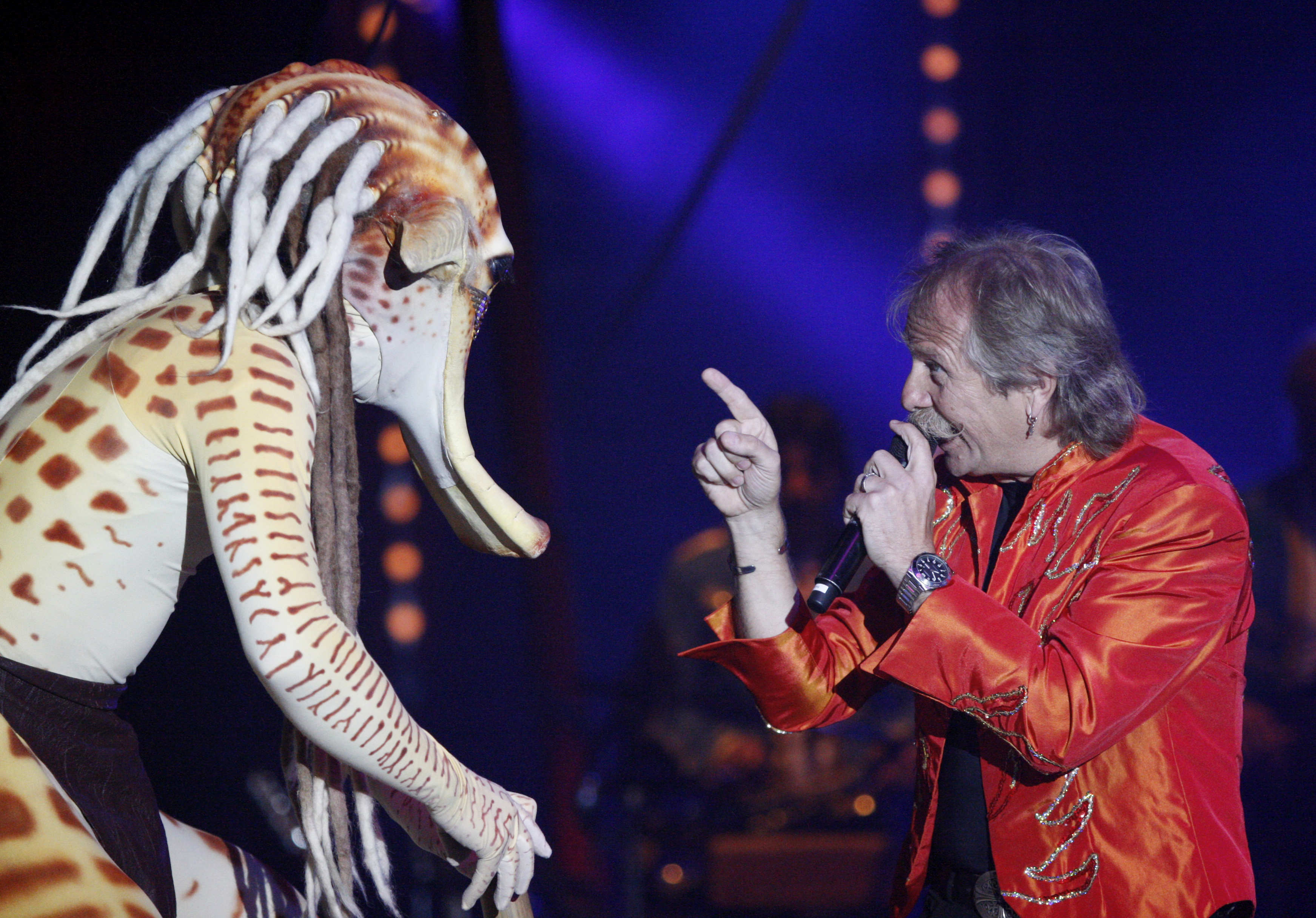
Henning Krautmacher bei der Höhner Rockin’ Roncalli Show (2011)

Henning Walter Krautmacher (* 5. März 1957 in Leverkusen-Schlebusch) ist ein deutscher Musiker.  Bis Ende 2022 war er Frontmann der Kölner Band Höhner.

## Biografie
Henning Krautmacher absolvierte eine Ausbildung zum Heilpädagogen, arbeitete als Schauwerbegestalter und wurde dann Journalist. Bis Mitte der 1980er Jahre trat er mit Bands wie Locker vom Hocker und Uss d’r Lameng auf. Eines der bekanntesten Lieder von Uss d’r Lameng war Mir sin die Fans us demm Bayer Stadion. Die Auftritte während der Karnevalszeit im Leverkusener Ulrich-Haberland-Stadion (jetzt BayArena) ließen die Band überregional bekannt werden. 1982 beteiligte sich Uss d’r Lameng an Udo Werners Talentprobe am Kölner Tanzbrunnen und siegte.
1986 kam Krautmacher zu den Höhnern, als deren damaliger Frontmann Peter Horn die Band verließ. Krautmacher ist auch Gelegenheitsmoderator und -schauspieler. Im Film Vollidiot spielte er einen Kölner Taxifahrer; in der Fernsehserie Pastewka sich selbst. In Staffel 2, Folge 2 – Echte Freunde der ARD-Fernsehserie Rentnercops war er ebenfalls zu sehen. Im Juli 2025 wurde bekannt, dass Krautmacher in der Komödie Andere Eltern - Die 1. Klasse eine Hauptrolle übernommen hat, die im selben Monat ausgestrahlt wurde.
Seit Ende 2011 ist Krautmacher in zweiter Ehe verheiratet. Er wohnt in Pulheim-Stommeln und pflegt seine Wurzeln in Leverkusen durch öffentliche Auftritte und Lesungen sowie Unterstützung der Leverkusener Tafel. Krautmacher engagiert sich für die Deutsche Knochenmarkspenderdatei und war im April 2012 das Gesicht der DKMS-Kampagne zur Großveranstaltung Mund auf gegen Leukämie in Bonn. Im Februar 2015 war Krautmacher Teilnehmer in einer Karnevalsausgabe der Sendung Das perfekte Promi-Dinner bei VOX.
Im Februar 2022 kündigte Krautmacher sein Ausscheiden bei den Höhnern zum Jahresende 2022 an; neuer Frontmann wurde der Sänger Patrick Lück, der im November 2021 zur Band gekommen war. Krautmacher trat jedoch bereits ab November 2022 nicht mehr auf, um sich um seine schwer erkrankte Ehefrau zu kümmern. Zum Ende der Zeit bei den Höhnern rasierte sich Krautmacher am 31. Dezember 2022 seinen gezwirbelten Schnurrbart ab und trägt nun einen Fünftagebart. Im Februar 2023 kündigte Krautmacher an, im Mai bei den Höhner-Shows in Köln als Gast aufzutreten.
Krautmacher hat zwei Söhne.

## Ehrungen
Im März 2012 wurde ihm der Kulturpreis des Rhein-Erft-Kreises verliehen. Im Januar 2019 überreichte ihm Ministerpräsident Armin Laschet das Verdienstkreuz am Bande des Verdienstordens der Bundesrepublik Deutschland für sein jahrzehntelanges, ehrenamtliches Engagement für die Deutsche Knochenmarkspenderdatei und die Leseförderung von Kindern.